# Lacinius insularis
Espèce
Lacinius insularis est une espèce d'opilions eupnois de la famille des Phalangiidae.

## Distribution
Cette espèce se rencontre en Grèce en Crète et en Turquie dans la province d'İzmir.

## Description
Le mâle syntype mesure 5 mm et la femelle syntype 5 mm.
Le mâle décrit par Kurt et Yağmur en 2019 mesure 5,10 mm et la femelle 6,0 mm.

## Systématique et taxinomie
Cette espèce a été décrite par Roewer en 1923.

## Étymologie
Son nom d'espèce lui a été donné en référence au lieu de sa découverte, une île.

## Publication originale
- Roewer, 1923 : Die Weberknechte der Erde. Systematische Bearbeitung der bisher bekannten Opiliones. Gustav Fischer, Jena, p. 1-1116 (texte intégral).